# الناصر یوسف
الناصر یوسف (عربی: الناصر يوسف؛ ۱۲۲۸ – ۱۲۶۰)، آخرین امیر ایوبی دمشق بود که از سال ۱۲۵۰ تا زمان تصرف این شهر به دست ممالیک بر این شهر حکم می‌راند.